# Stefan Stajkov
Stefan Stajkov (bulharskou cyrilicí Стефан Стайков) (* 3. října 1949, Sofie) je bývalý bulharský fotbalový brankář.

## Fotbalová kariéra
V bulharské lize chytal za PFK Spartak Varna, Levski Sofia a PFK Lokomotiv Plovdiv. S Levski Sofia získal tři mistrovské tituly a tři vítězství v bulharském fotbalovém poháru. Aktivní kariéru zakončil v kyperském klubu Omonia Aradippou. V Poháru mistrů evropských zemí nastoupil v 8 utkáních, v Poháru vítězů pohárů nastoupil ve 4 utkáních a v Poháru UEFA nastoupil v 10 utkáních. Za bulharskou reprezentaci nastoupil v letech 1973–1979 v 19 utkáních. Byl členem bulharské reprezentace na Mistrovství světa ve fotbale 1974, nastoupil v utkání proti Nizozemsku.

## Ligová bilance
| Ročník                                | Zápasy | Góly | Klub                  |
| ------------------------------------- | ------ | ---- | --------------------- |
| 2. bulharská fotbalová liga 1968/1969 | -      | -    | PFK Spartak Varna     |
| 2. bulharská fotbalová liga 1969/1970 | -      | -    | PFK Spartak Varna     |
| 2. bulharská fotbalová liga 1970/1971 | -      | -    | PFK Spartak Varna     |
| 1. bulharská fotbalová liga 1971/1972 | -      | -    | PFK Spartak Varna     |
| 1. bulharská fotbalová liga 1972/1973 | 19     | 0    | Levski Sofia          |
| 1. bulharská fotbalová liga 1973/1974 | 27     | 0    | Levski Sofia          |
| 1. bulharská fotbalová liga 1974/1975 | 18     | 0    | Levski Sofia          |
| 1. bulharská fotbalová liga 1975/1976 | 22     | 0    | Levski Sofia          |
| 1. bulharská fotbalová liga 1976/1977 | 24     | 0    | Levski Sofia          |
| 1. bulharská fotbalová liga 1977/1978 | 24     | 0    | Levski Sofia          |
| 1. bulharská fotbalová liga 1978/1979 | 11     | 0    | Levski Sofia          |
| 1. bulharská fotbalová liga 1979/1980 | 30     | 0    | Levski Sofia          |
| 1. bulharská fotbalová liga 1980/1981 | 8      | 0    | Levski Sofia          |
| 2. bulharská fotbalová liga 1981/1982 | -      | -    | Litex Loveč           |
| 2. bulharská fotbalová liga 1982/1983 | -      | -    | PFK Lokomotiv Plovdiv |
| 1. bulharská fotbalová liga 1983/1984 | -      | -    | PFK Lokomotiv Plovdiv |
| 1. kyperská liga 1984/1985            | -      | -    | Omonia Aradippou      |
| CELKEM 1. bulharská fotbalová liga    | -      | -    |                       |
| CELKEM 1. kyperská liga               | -      | -    |                       |